# Beechwood Trails
Beechwood Trails és una concentració de població designada pel cens dels Estats Units a l'estat d'Ohio. Segons el cens del 2000 tenia 2.258 habitants.

## Demografia
Segons el cens del 2000, Beechwood Trails tenia 2.258 habitants, 753 habitatges, i 679 famílies. La densitat de població era de 252,7 habitants per km².
Dels 753 habitatges en un 43,8% hi vivien nens de menys de 18 anys, en un 85% hi vivien parelles casades, en un 3,3% dones solteres, i en un 9,8% no eren unitats familiars. En el 7,3% dels habitatges hi vivien persones soles l'1,3% de les quals corresponia a persones de 65 anys o més que vivien soles. El nombre mitjà de persones vivint en cada habitatge era de 3 i el nombre mitjà de persones que vivien en cada família era de 3,17.
Per edats la població es repartia de la següent manera: un 29% tenia menys de 18 anys, un 5,8% entre 18 i 24, un 31,3% entre 25 i 44, un 29,4% de 45 a 60 i un 4,5% 65 anys o més.
L'edat mediana era de 37 anys. Per cada 100 dones de 18 o més anys hi havia 100,5 homes.
La renda mediana per habitatge era de 72.760 $ i la renda mediana per família de 75.555 $. Els homes tenien una renda mediana de 49.615 $ mentre que les dones 33.929 $. La renda per capita de la població era de 24.027 $. Cap de les famílies i l'1,2% de la població estaven per davall del llindar de pobresa.

## Poblacions més properes
El següent diagrama mostra les poblacions més properes.